# 吉野川 (大分県)
吉野川（よしのがわ）は、大野川水系の支流で大分県大分市を流れる河川。

## 地理
大分県大分市大字吉野原の北部に源を発し南流。大分市大字上戸次で大野川に合流する。吉野川全域が大分県ホタル連絡協議会によって大分県ホタルの里58選に認定されている。

## 主な橋梁
- 下津留橋（大分県大分市大字辻）1947年架設の石橋。2連アーチ橋。